# Rocket Lake
Rocket Lake — кодова назва сімейства мікропроцесорів від Intel, які вийши в першому кварталі 2021 року. Процесори базуїться на новій мікроархітектурі Cypress Cove, варіанті Sunny Cove (використовуваному мобільними процесорами Intel Ice Lake) побудованих на 14-нм процесі. Процесори будуть позиціонуватися як "Intel Core 11-го покоління". Ядра Rocket Lake містять значно більше транзисторів, ніж ядра Comet Lake.
Очікується, що Rocket Lake матиме той самий сокет LGA 1200 і будуть сумісними з чипсетами 400-ї серії. Він також буде супроводжуватися новим чипсетом серії 500. Rocket Lake матиме до 8 ядер, на відміну від 10 ядер Comet Lake. Він буде оснащений графікою Intel Xe та підтримкою PCIe 4.0.

## Зовнішні посилання
- Процесор Intel 11-го покоління Rocket Lake-S помічений на Geekbench [Архівовано 25 січня 2022 у Wayback Machine.]
- Процесори Intel Rocket Lake з основною новою архітектурою збільшаться до 5,0 ГГц [Архівовано 25 січня 2022 у Wayback Machine.]
- Дата випуску Intel Rocket Lake-S, характеристики та чутки [Архівовано 25 січня 2022 у Wayback Machine.]
- Рокет-Лейк - Мікроархітектури - Intel [Архівовано 14 квітня 2021 у Wayback Machine.]